# Ozyptila matsumotoi
Ozyptila matsumotoi är en spindelart som beskrevs av Ono 1988. Ozyptila matsumotoi ingår i släktet Ozyptila och familjen krabbspindlar. Inga underarter finns listade i Catalogue of Life.